# Faunis besa
Faunis besa är en fjärilsart som beskrevs av William Chapman Hewitson 1862. Faunis besa ingår i släktet Faunis och familjen praktfjärilar. Inga underarter finns listade i Catalogue of Life.